# Ксані
Ксані (груз. ქსანი; ос. Чысандон, Ĉysandon) — річка в східній Грузії. Протікає на території Ахалґорського, Каспського і Мцхетського муніципалітетів. Ксані є лівою притокою річки Кури. Довжина 84 кілометри, площа басейну 885 км².

## Географія
Ксані бере свій початок на Кельському вулканічному плато, з Кельського озера, на висоті 2914 м над рівнем моря в Ахалґорському муніципалітеті (знаходиться на території Південної Осетії). Перші 4-5 кілометри ріки протікають по гірському масиву, далі Ксані спускається у вигляді серії водоспадів у долину Жамурі, і далі протікає по глибшій долині, яка розширюється від села Елояні до села Ларґвісі. Починаючи з Ларґвісі, Ксані протікає по широкій рівній заплаві. Після перетину Схалтбської гряди ріка знову протікає у вузькій долині.

## Притоки
Основні притоки: Цхрадзмула, Чурта, Алеура.

## Гідрографія
Ксані живиться снігом, дощем і підземними водами. Навесні для річки характері повені, а взимку — межень. Влітку та восени можуть траплятись повені, викликані дощами. На весну припадає 54 % річного стоку, на літо — 20 %, на осінь — 12 %, на зиму — 12 %. З середини листопада до кінця березня можуть спостерігатись шуга та льодостави. Середня річна витрата в гирлі становить 15 м³/с. Середньорічна витрата твердого осаду становить 6,6 кг/с.

## Геологія
Рельєф долини річки Ксані включає ерозійні, давньольодовикові та вулканічні форми. Домінуючу роль у цілому відіграє ерозійний рельєф. Інші типи рельєфу зустрічаються лише у високих поясах і в місцях виявлення четвертинних процесів вулканізму і флювіальної акумуляції. На ерозійному рельєфі чітко простежується багаторівнева структура — на схилах Ксані та її приток і на гребнях вододілу.

## Теорії
Вже в 1930-х роках грузинський геолог Александре Джанелідзе припустив, що в минулому річка Ксані текла на схід по Мухранській долині, зливаючись не з Курою, а з Арагві. За словами грузинського інженера-геолога Петре Ґамкрелідзе, річки Ксані і Лехура текли на схід і впадали в річку Арагві.

## Галерея

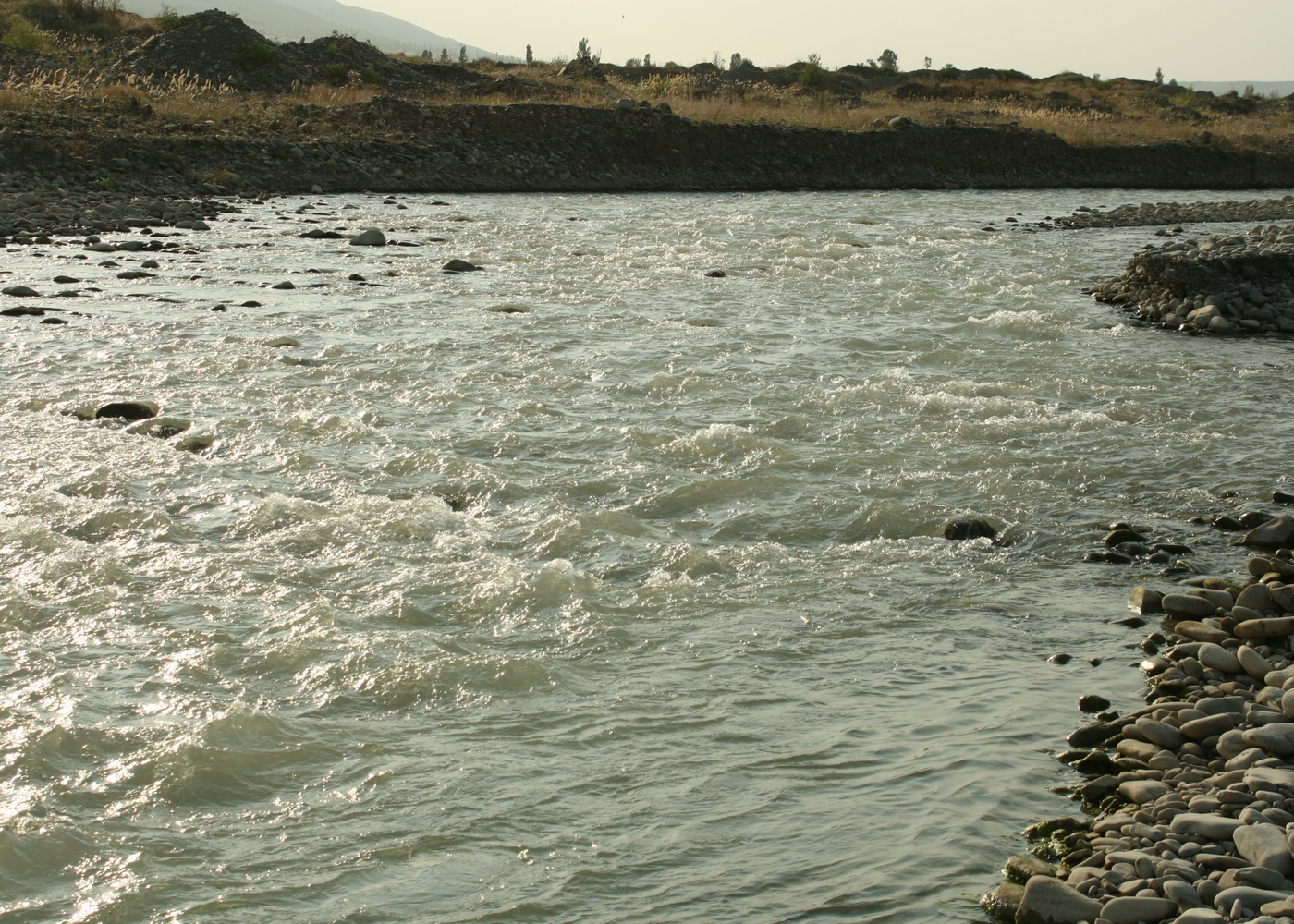
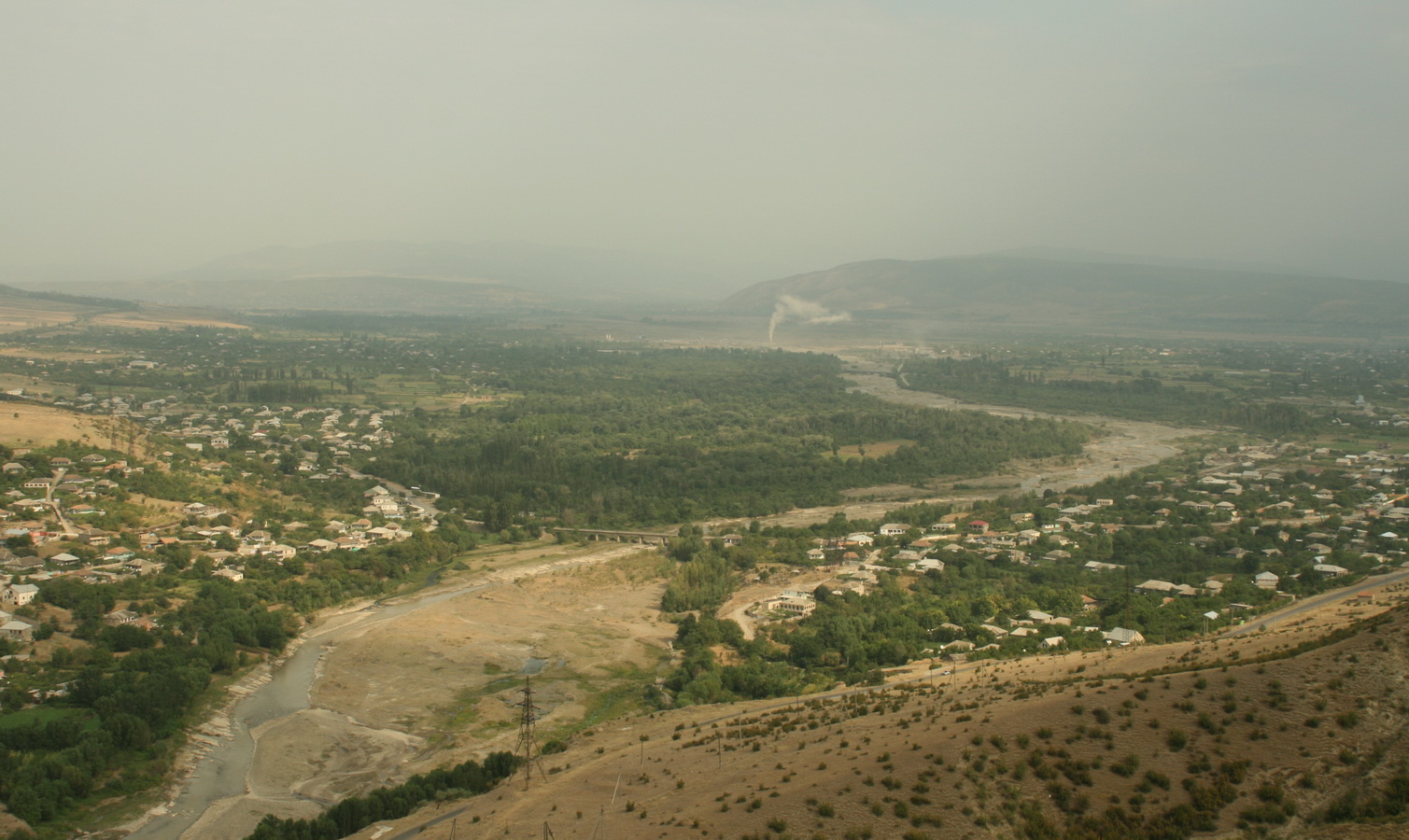
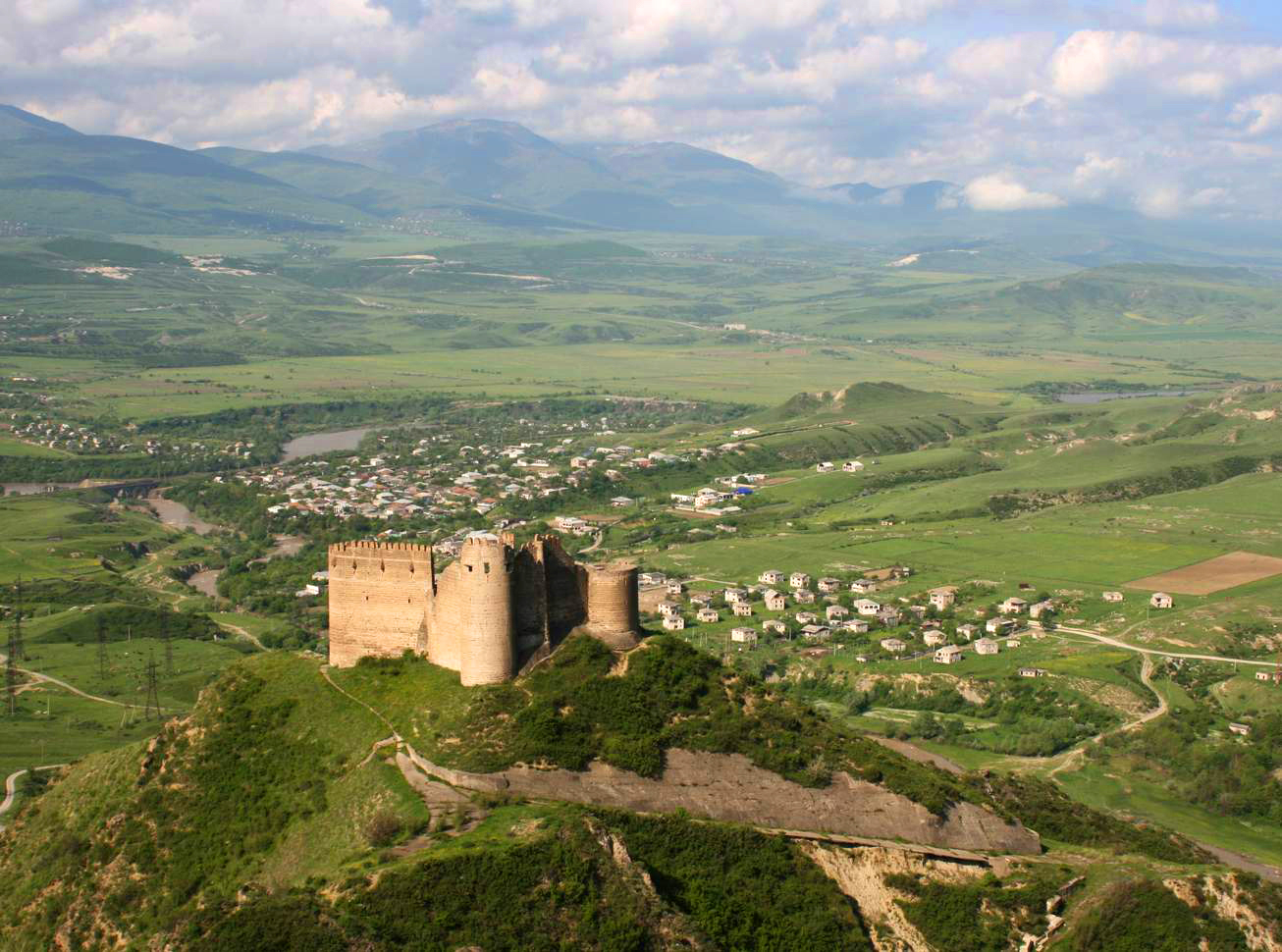